# کاکل‌سلیمی تاج‌سبز
کاکل‌سلیمی تاج‌سبز (نام علمی: Stephanoxis lalandi) نام یک گونه از تیره مگس‌مرغ است.